# Yigoga latipennis
Yigoga latipennis är en fjärilsart som beskrevs av Rudolf Püngeler 1908. Yigoga latipennis ingår i släktet Yigoga och familjen nattflyn. Inga underarter finns listade i Catalogue of Life.